# Smooth Criminal
«Smooth Criminal» (с англ. — «Ловкий преступник») — песня американского автора-исполнителя Майкла Джексона, седьмой сингл из его альбома Bad. Был выпущен 21 октября 1988 года на лейбле Epic Records. Композиция выдержана в жанре фанка, в тексте музыкант повествует об убийстве девушки по имени Энни. Сингл достиг 7-й строчки в американском чарте Billboard Hot 100 и стал 2-м в Hot R&B/Hip-Hop Songs, а также возглавил национальные хит-парады Бельгии и Нидерландов.
В начале 1989 года состоялся релиз музыкального фильма «Лунная походка» с Джексоном в главной роли. В основу сюжетной линии ленты лёг эпизод «Smooth Criminal», режиссёром которого выступил Колин Чилверс. Эта часть фильма была задумана как трибьют мюзиклу «Театральный фургон» с кумиром Джексона Фредом Астером в главной роли, поэтому образ музыканта во многом повторяет облик Тони Хантера, главного героя мюзикла в эпизоде «The Girl Hunt».
Две смонтированные укороченные версии «Smooth Criminal» стали видеоклипами на песню. В ролике певец продемонстрировал приём, ставший его визитной карточкой — «антигравитационный наклон». За видеоклип Джексон получил статуэтку «People's Choice Awards» и награду «BRIT Awards» в категории «лучшее музыкальное видео».

## История создания и особенности композиции
Идея написать песню на гангстерскую тематику пришла Джексону в голову в середине 1980-х. Замысел был впервые воплощён в 1985 году, когда Джексон записал демоверсию композиции под названием «Chicago 1945», повествовавшей об атмосфере Чикаго середины 1940-х. По словам звукорежиссёра Мэтта Форджера, песня, возможно, стала толчком для создания другой композиции на гангстерскую тематику — «Al Capone». Та, в свою очередь, стала основой для следующей песни — «Smooth Criminal». По мнению критиков, «Al Capone» позволяет проследить эволюцию одной песни в другую. Она была выпущена на переиздании альбома Джексона Bad 25 и в сборнике The Ultimate Fan Extras Collection.
Трек начинается со звуков дыхания и сердцебиения человека — это сердцебиение Джексона, записанное доктором Эриком Шевленом и обработанное на синклавире. За кратким вступлением следуют восемь тактов основного ритма и мелодии, спустя ещё восемь тактов вступает вокальная партия. Композиция построена по стандартной куплетно-припевной песенной структуре. В тексте певец повествует об убийстве девушки по имени Энни «ловким преступником». В куплетах история рассказывается в третьем лице, а в припевах Джексон поёт от первого лица, используя местоимение «мы» и обращаясь непосредственно к жертве: «Annie, are you okay? Will you tell us, that you’re okay?» (с англ. — «Энни, ты в порядке? Ты скажешь нам, что ты в порядке?»). Такая смена местоимений позволяет слушателю почувствовать себя любым действующим лицом рассказанной истории: Энни, убийцей или свидетелем преступления. Мэтт Форджер рассказал, что в студии Westlake, где Джексон записывал альбом, хранилась кукла «Resusci Anne» для обучения навыкам сердечно-лёгочной реанимации. Фраза «Энни, ты в порядке?», которую музыкант часто повторяет в припеве, является проверкой наличия сознания у пострадавшего — это один из первых шагов при оказании первой медицинской помощи. Во втором куплете песни упоминается также искусственное дыхание и проверка пульса (англ. «Mouth-to-mouth resuscitation, Sounding heartbeats, intimidations»).
Первоначально именно «Smooth Criminal» должна была стать титульной песней новой пластинки Джексона, однако по просьбе Куинси Джонса альбом получил название от другой композиции — «Bad».

## Музыкальное видео

### Съёмки
В 1987 году Джексон вместе с несколькими режиссёрами работал над музыкальным фильмом «Лунная походка». Эпизод «Smooth Criminal», режиссёром которого выступил Колин Чилверс, стал центральной частью сюжета фильма. Первоначально Джексон задумывал снять её в жанре вестерна, события должны были разворачиваться в салуне на Диком Западе, но позднее предпочёл этой идее образ гангстера 1930-х гг. Музыкант решил сделать трибьют своему кумиру Фреду Астеру, на съёмки эпизода в качестве гостя был приглашён хореограф Астера Гермес Пан.
Перед началом работы Чилверс показал Джексону британский кинодетектив «Третий человек» — именно он, по мнению режиссёра, должен был определить атмосферу нового короткометражного фильма. Певцу понравилась идея Чилверса, и в результате операторы использовали во время съёмки аналогичные приёмы работы с кинокамерой и светом.
Хореография была поставлена Винсентом Патерсоном. Певец познакомился с ним в начале 1980-х на съёмках видеоклипов на песни «Beat It» и «Thriller». Во время записи альбома Bad Джексон связался с Патерсоном, дал ему прослушать безымянную на тот момент песню и попросил его помочь реализовать идею танца «с десятью парнями в смокингах». В дальнейшем Патерсон создавал постановки для ещё нескольких проектов Джексона, в общей сложности их сотрудничество продлилось около 17 лет.
На съёмочной площадке присутствовали представители религиозной организации Свидетелей Иеговы, в которой с детства состоял певец. По сюжету видеоклипа Джексон должен был держать в руках огнестрельное оружие, что строго запрещено правилами религиозной организации. Певец не отказался от сюжетного замысла, а поскольку его творческая деятельность уже не в первый раз становилась предметом нареканий со стороны старейшин, ему был поставлен ультиматум: быть Свидетелем — или быть артистом. Джексон выбрал второе и был исключён из общины.
В общей сложности съёмки эпизода продлились больше месяца. По мотивам фильма на нескольких платформах выпускалась видеоигра Michael Jackson's Moonwalker, в которой певец появляется в образе из видеоклипа. Кроме того, песня стала саундтреком к игре.
Для тура This Is It, не состоявшегося в связи со смертью певца, был снят новый видеоролик с использованием кадров из фильма «Гильда».

### Сюжет
Сюжет 10-минутной версии ролика начинается с того, что трое детей (Келли Паркер, Шон Леннон и Брэндон Адамс) видят, как герой Джексона подходит к двери клуба 1930-х годов — она открывается перед ним с неожиданным порывом ветра. Как только он входит внутрь, в помещении воцаряется тишина. Майкл бросает в музыкальный автомат монету, и начинает звучать «Smooth Criminal». Джексон поёт и, рассказывая историю убийства девушки по имени Энни, танцует вместе с другими посетителями клуба, в том числе с девушкой в красном платье. Настоящего убийства по сюжету не происходит, оно показано символически: в момент, когда напряжение в песне достигает своего пика, музыка обрывается и Джексон делает импровизированный «выстрел». Становится темно, сыплются осколки стекла, в кадр попадает сначала силуэт кисти певца, сложенной в форме пистолета, а затем девушка в красном платье — она подтягивает колени и роняет голову. Посетители клуба начинают бормотать: «Annie, are you okay?» (с англ. — «Энни, ты в порядке?»). Вопрос звучит всё громче, толпа вместе с Джексоном переходит на крик. Затем момент психологического кризиса проходит, зажигается свет, снова начинает звучать музыка, посетители продолжают танцевать. Дети наблюдают за происходящим через окно снаружи. Спустя некоторое время здание окружает отряд вооружённых наёмников главного отрицательного героя фильма Мистера Бига (Джо Пеши). Они похищают девочку, а Майкл тем временем пытается покинуть клуб.

### Атрибутика

Кадр из видеоклипа Майкла Джексона «Smooth Criminal»

Видеоклип на песню «Smooth Criminal» задумывался как трибьют мюзиклу «Театральный фургон» с Фредом Астером в главной роли. В связи с этим образ певца в ролике во многом повторяет облик Тони Хантера, главного героя мюзикла в эпизоде «The Girl Hunt»: белый костюм в стиле 40-х гг., федора, галстук, атласная синяя рубашка. Однако, музыкант дополнил свой костюм новыми деталями: повязкой на правом рукаве, укороченными брюками и заклеенными белым пластырем пальцами правой руки.
Для съёмок видеоклипа костюмеры сшили Джексону пиджак двубортного кроя, а на концертных выступлениях певец предпочитал надевать менее объёмный однобортный — в нём было проще танцевать.
Вместе с костюмерами Джексон всегда искал то, что поможет привлечь внимание зрителей к движениям рук во время танца. Во время концертных исполнений песни «Billie Jean» эту роль уже играла белая перчатка, украшенная стразами, однако для нового образа она не подходила. Тогда певец замотал три пальца правой руки белым пластырем, этот элемент стал очередной «визитной карточкой» Джексона, такой же, как повязка на правом рукаве и укороченные брюки. В ролике музыкант демонстрирует элементы своего отличительного танцевального стиля: плавные обороты вокруг себя, порывистые движения телом, лунная походка, взмахи ногой, кивки.
В видеоклипе Джексон использовал приём, заключавшийся в сильном отклонении собственного тела от вертикальной оси без видимого использования удерживающих приспособлений — «антигравитационный наклон». Во время съёмок для этого использовали скрытые ремни. Чтобы воспроизвести приём на сцене, певец вместе со своими костюмерами изобрёл обувь особой конструкции. В 1992 году Джексон запатентовал её.

## Выпуск сингла, премьера видеоклипа и реакция критиков
«Smooth Criminal» была выпущена синглом 21 октября 1988 года на 7-дюймовых и 12-дюймовых виниловых пластинках. Песня поднялась на седьмую строчку американского чарта Billboard Hot 100 и на вторую в списке Hot R&B/Hip-Hop Songs, а также возглавила национальные хит-парады Бельгии и Нидерландов. Композиция получила серебряную сертификацию во Франции и золотые в Великобритании и Мексике.
В журнале Rolling Stone было высказано предположение, что композиция могла быть написана после просмотра одной из кинокартин Брайана Де Пальмы. Критики журнала также отметили существенное отличие «Smooth Criminal» и других песен из альбома Bad от ранних работ Джексона: он больше не жертва, как в «Wanna Be Startin’ Somethin’» или «Billie Jean», теперь он играет другую роль в описанных в тексте событиях — свидетеля или непосредственного участника происходящего. Рецензенты Los Angeles Times и The New York Times задались вопросом, зачем Джексон снова и снова вопрошает, в порядке ли Энни, если из текста песни ясно, что она была убита. В Orlando Sentinel композицию назвали «жуткой историей, явно сочинённой тем же поклонником фильмов ужасов, что написал „Thriller“». Критик Chicago Tribune отмечал, что мрачный сюжет песни, который хорошо ложился бы на музыку в медленном ритме даунтемпо, в реальности исполняется в быстром ритме. На портале Idolator композицию назвали настолько «беспощадно привязчивой», что легко забыть о её кровавом содержании. Рецензент особо отмечал, что песня обрела долгую жизнь в поп-культуре благодаря появлению в многочисленных саундтреках и популярной кавер-версии 2001 года.
Планировалось, что премьера музыкального видео в качестве главной сюжетной линии фильма «Лунная походка» состоится на больших экранах в США на Рождество 1988 года, однако по каким-то причинам план был свёрнут. В результате фильм был выпущен на видеокассетах в начале 1989 года. Было смонтировано несколько версий видеоклипа: полная, 40-минутная, вошла в фильм «Лунная походка»; 4-минутная версия, наложенная на альбомный вариант песни, демонстрируется в финальных титрах этой ленты, в 2003 году она вошла в сборник Michael Jackson Number Ones; 10-минутная была выпущена на сборниках музыкальных видео HIStory on Film, Volume II и Michael Jackson's Vision.
Критики журнала The Atlantic отнесли эпизод «Smooth Criminal» к киножанру нуар. Т. Дж. Бакленд и Э. Стюарт в книге «Параллельные линии» писали: «Это танцевальная драма на тему, в прошлом популярную в кабаре, варьете и на телевидении, где место действия и ситуация позволяют создавать серии из коротких сценок, где содержание передаётся посредством танца». Журналисты Billboard посчитали ролик самым знаковым в карьере музыканта. Рецензент портала Idolator отмечал, что «блестящая хореография и впечатляющие спецэффекты» делают «Smooth Criminal» одним из лучших видеоклипов Джексона.
За «Smooth Criminal» Джексон получил статуэтку «People's Choice Awards» и награду «BRIT Awards» в категории «Лучшее музыкальное видео».

## Концертные выступления
«Smooth Criminal» исполнялась во второй части Bad World Tour (1988—89 гг.) и остальных сольных концертных турах Джексона: Dangerous World Tour (1992—93 гг.) и HIStory World Tour (1996—97 гг.). Планировалось, что композиция прозвучит на шоу не состоявшегося в связи со смертью певца тура This Is It (2009—10 гг.). Фрагмент композиции звучал во время исполнения Джексоном песни «Dangerous» на церемонии вручения наград «MTV Video Music Awards» в 1995 году.
Концертные исполнения «Smooth Criminal» были официально выпущены на DVD: Live in Bucharest: The Dangerous Tour и Live at Wembley July 16, 1988. Кадры репетиций для тура This Is It вошли в документальный музыкальный фильм «Майкл Джексон: Вот и всё».

## Список композиций
- 7" (номер в каталоге Epic Records — 34-08044)[28]

| №  | Название          | Длительность |
| -- | ----------------- | ------------ |
| 1. | «Smooth Criminal» | 4:10         |

| №  | Название                         | Длительность |
| -- | -------------------------------- | ------------ |
| 2. | «Smooth Criminal» (Instrumental) | 4:10         |

- 12" (номер в каталоге Epic Records — 49 007895)[28]

| №  | Название                                          | Длительность |
| -- | ------------------------------------------------- | ------------ |
| 1. | «Smooth Criminal» (Extended Dance Mix)            | 7:46         |
| 2. | «Smooth Criminal» (Extended Dance Mix Radio Edit) | 5:20         |

| №  | Название                          | Длительность |
| -- | --------------------------------- | ------------ |
| 3. | «Smooth Criminal» (Annie Mix)     | 5:35         |
| 4. | «Smooth Criminal» (Dance Dub Mix) | 4:45         |
| 5. | «Smooth Criminal» (A Capella)     | 4:12         |

- 12" (номер в каталоге Epic Records — 653026 8)[28]

| №  | Название                               | Длительность |
| -- | -------------------------------------- | ------------ |
| 1. | «Smooth Criminal» (Extended Dance Mix) | 7:46         |

| №  | Название                                  | Длительность |
| -- | ----------------------------------------- | ------------ |
| 2. | «Smooth Criminal» (Dance Dub Mix Version) | 4:45         |
| 3. | «Smooth Criminal» (A Capella)             | 4:12         |

## Участники записи
| - Майкл Джексон — текст, музыка, вокал, бэк-вокал, хлопки, аранжировка вокала - Билл Боттрелл, Джон Робинсон и Брюс Свиден — ударные - Дэвид Уильямс — гитара - Ким Хатчкрофт и Ларри Уильямс — саксофоны - Гэри Грант и Джерри Хэй — трубы - Кевин Малоуни — рояль Muted Steinway - Кристофер Карелл — синклавир | - Денни Джагер и Майкл Рубини — эффекты для синклавира - Джон Барнс и Майкл Боддикер — синтезаторы - Брюс Свиден — голос шефа полиции - Доктор Эрик Шевлен — запись сердцебиения Майкла Джексона, цифровая обработка произведена на синклавире - Майкл Джексон и Джон Барнс — аранжировка ритма - Джерри Хэй — аранжировка духовых |

## Саундтреки
| Год       | Фильм/Игра/Постановка                    | Альбом     | Источник |
| --------- | ---------------------------------------- | ---------- | -------- |
| 1989      | «Лунная походка»                         | —          | [ 54 ]   |
| 1989      | Michael Jackson's Moonwalker             | —          | [ 54 ]   |
| 2001      | «Американский пирог 2»                   | —          | [ 54 ]   |
| 2001      | «Клиника» (эпизод «My Super Ego»)        | —          | [ 54 ]   |
| с 2007    | Thriller – Live                          | —          | [ 55 ]   |
| 2009      | «Майкл Джексон: Вот и всё»               | This Is It | [ 56 ]   |
| 2010      | Michael Jackson: The Experience          | —          | [ 57 ]   |
| 2011—2014 | Michael Jackson: The Immortal World Tour | Immortal   | [ 58 ]   |
| 2012      | «Хор» («Glee», эпизод «Michael»)         | —          | [ 54 ]   |
| с 2013    | Michael Jackson: One                     | —          | [ 59 ]   |

## Позиции в чартах и сертификации
| Чарт (1988—89)          | Высшая позиция |
| ----------------------- | -------------- |
| Австралия               | 29             |
| Австрия                 | 17             |
| Бельгия (Фландрия)      | 1              |
| Великобритания          | 8              |
| ФРГ                     | 9              |
| Ирландия                | 4              |
| Нидерланды              | 1              |
| Новая Зеландия          | 29             |
| США (Hot 100)           | 7              |
| США (R&B/Hip-Hop Songs) | 2              |
| Франция                 | 4              |
| Швейцария               | 5              |

| Страна               | Сертификат    |
| -------------------- | ------------- |
| Франция (SNEP)       | Серебряный    |
| Италия (FIMI)        | Золотой       |
| Мексика (AMPROFON)   | Золотой       |
| Великобритания (BPI) | Платиновый    |
| Дания (IFPI)         | Платиновый    |
| США (RIAA)           | 2× Платиновый |

## Награды и номинации
| Год  | Награда                | Номинированная работа | Категория                 | Результат | Источник |
| ---- | ---------------------- | --------------------- | ------------------------- | --------- | -------- |
| 1989 | MTV Video Music Awards | Видеоклип             | Лучшая хореография        | Номинация | [ 71 ]   |
| 1989 | MTV Video Music Awards | Видеоклип             | Лучшее танцевальное видео | Номинация | [ 71 ]   |
| 1989 | MTV Video Music Awards | Видеоклип             | Лучшая кинематография     | Номинация | [ 72 ]   |
| 1989 | People's Choice Awards | Видеоклип             | Любимое музыкальное видео | Победа    | [ 48 ]   |
| 1989 | BRIT Awards            | Видеоклип             | Лучшее музыкальное видео  | Победа    | [ 49 ]   |

## Кавер-версии
- 2001 год. Кавер-версия группы Alien Ant Farm была выпущена в качестве первого сингла «Smooth Criminal (кавер Alien Ant Farm)» из альбома Anthology[73]. Композиция стала одним из самых известных треков коллектива[74]. Перезаписанная версия в 2011 году вошла в альбом-трибьют Джексону Thriller: A Metal Tribute To Michael Jackson[75].
- 2009 год. Скрипач Дэвид Гарретт включил свою версию в альбом Encore[76].
- 2011 год. Хорватский дуэт виолончелистов 2CELLOS стал знаменит благодаря инструментальной кавер-версии на «Smooth Criminal»[77].
- 2012 год. Грант Гастин и Ная Ривера при участии 2CELLOS исполнили «Smooth Criminal» в посвященном творчеству Джексона эпизоде 3-го сезона сериала «Хор»[78].